# Red Lick (Teksas)
Red Lick – miasto w Stanach Zjednoczonych, w stanie Teksas, w hrabstwie Bowie.